# Kanyamwijima
Kanyamwijima är ett periodiskt vattendrag i Burundi.   Det ligger i provinsen Muyinga, i den nordöstra delen av landet, 130 kilometer nordost om huvudstaden Bujumbura.
I omgivningarna runt Kanyamwijima växer huvudsakligen savannskog. Runt Kanyamwijima är det ganska tätbefolkat, med 96 invånare per kvadratkilometer.